# Omsouktchan
Omsouktchan (en russe : Омсукча́н) est une commune urbaine de l'oblast de Magadan, en Russie. La commune est le centre du district Omsouktchanski. Sa population s'élevait à 3 565 en 2022.

## Étymologie
Le nom de la ville vient des Evenks, qui appelaient le lieu « Omtchikchan », soit « petit marais » en langue évène.

## Géographie

### Situation

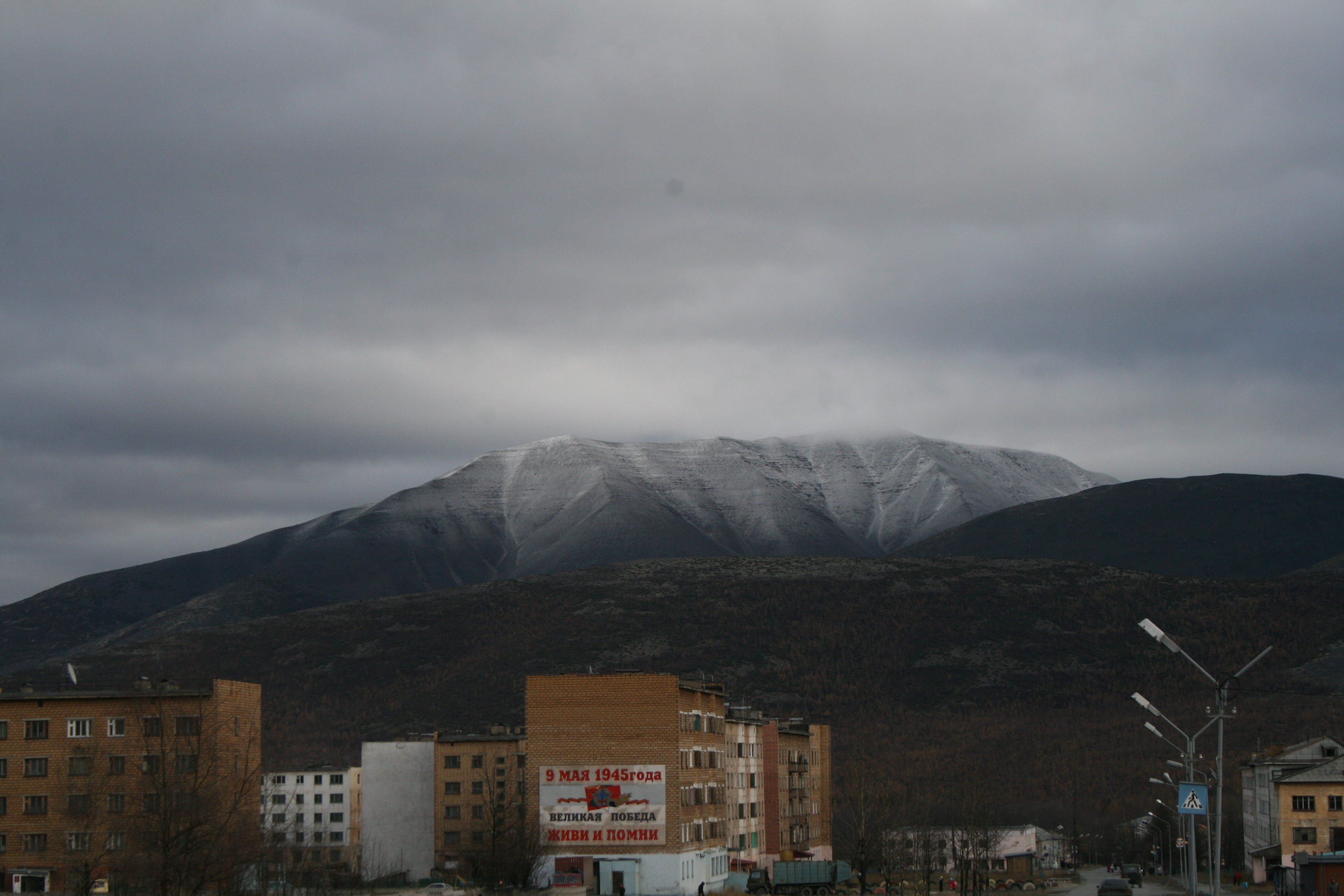
Montagne enneigée depuis la rue principale d'Omsouktchan

Omsouktchan se situe à 575 km nord-ouest de Magadan, dans le district Omsouktchanski. Elle est à 27 km à l'est de Dukat ainsi qu'à 22 km de Galimy, une ville fantôme. Le village est entouré de la chaîne d'Omsouktchan (en), les plus hauts monts de ceux  de la Kolyma, et se situe dans la vallée fluviale de l'Omchikchan, affluent de la Sougoï. 

### Climat
Le climat d'Omsouktchan est classifié en tant que Dfb par la classification de Köppen. L'amplitude des précipitations est de 71 mm, celle des températures est de 45,1 °C.
| Mois                              | jan.  | fév.  | mars  | avril | mai  | juin | jui. | août | sep. | oct.  | nov.  | déc.  | année  |
| --------------------------------- | ----- | ----- | ----- | ----- | ---- | ---- | ---- | ---- | ---- | ----- | ----- | ----- | ------ |
| Température minimale moyenne (°C) | −33,7 | −32,6 | −24   | −14,6 | −3,7 | 4,8  | 9,5  | 6,9  | −0,3 | −12,4 | −25,4 | −32,3 | −13,15 |
| Température moyenne (°C)          | −31,5 | −30,4 | −21,3 | −11,5 | −0,4 | 8,9  | 13,6 | 10,1 | 2,5  | −9,8  | −23   | −30,2 | −10,25 |
| Température maximale moyenne (°C) | −29,4 | −28,2 | −18,5 | −8,5  | 2,5  | 12,7 | 17,6 | 13,4 | 5,5  | −7,3  | −20,6 | −28,3 | −7,425 |
| Précipitations (mm)               | 21    | 19    | 23    | 22    | 32   | 68   | 85   | 90   | 60   | 39    | 34    | 21    | 514    |
| Humidité relative (%)             | 72    | 70    | 79    | 77    | 79   | 73   | 73   | 80   | 82   | 80    | 78    | 76    | 76,58  |

### Environnement
Les forêts environnantes sont remplis de bleuets et de pins de Sibérie.
Omsouktchan est une ville très polluée, dû aux industries aurifères et métallurgiques et de leurs rejets, par l'inefficacité des systèmes de purifications et de ventilations des gaz des usines ainsi que par l'emplacement de la ville dans un val protégé des vents. La pollution reste ainsi au-dessus de la ville, intoxicant la ville et ses habitants. Omsouktchan est ainsi plus polluée que Magadan, la principale ville de l'oblast. 

## Histoire

### Époque soviétique
Le 14 mai 1936 marque le début des premières expéditions géologiques dans la région, qui aboutiront à la découverte de nombreux gisements  d'argent, de charbon, d'étain et d'or .
Omsouktchan est fondé en 1937, après la découverte de nombreux gisements. L'endroit devient ainsi une colonie de géologues et de mineurs. Les travailleurs dans les mines sont des prisonniers du Dalstroï. L'emplacement est choisi pour le village car il se situe près des champs, les montagnes protègent la colonie des vents du nord, et car c'est à l'emplacement de plusieurs chemins menant aux différents gisements de la région tels que ceux de Dukat et Galimy.
Pendant la première partie des années 1940, Omsouktchan voit deux routes arriver au village, une partant de la route des os et une autre qui la relie à la mer d'Okhotsk. Le village se développe rapidement et une usine de traitement d'or est construite.

### Époque post-soviétique
Malgré le déclin des autres villes de la région à la suite de l'effondrement de l'URSS, Omsouktchan s'en est assez bien sorti. La population a connu un fort déclin pendant  les années 1990 qui ont été marquées par le chômage et par la récession.  Omsouktchan a pu cependant s'en sortir, en ayant pu voir l'arrivée de plusieurs sociétés aurifères telles que Polyus Gold ou bien Pan American Silver qui ont apporté des emplois aux populations.

## Population
Recensements (*) ou estimations de la population
| 1959* | 1970* | 1979* | 1989* | 2002* | 2004  |
| ----- | ----- | ----- | ----- | ----- | ----- |
| 2 395 | 4 154 | 7 308 | 9 873 | 4 529 | 4 500 |

| 2005  | 2006  | 2007  | 2008  | 2009  | 2010* |
| ----- | ----- | ----- | ----- | ----- | ----- |
| 4 537 | 4 448 | 4 396 | 4 289 | 4 162 | 4 157 |

| 2012  | 2013  | 2014  | 2015  | 2016  | 2017  |
| ----- | ----- | ----- | ----- | ----- | ----- |
| 3 990 | 3 868 | 3 800 | 3 824 | 3 794 | 3 763 |

| 2018  | 2019  | 2020  | 2021  | 2022  | - |
| ----- | ----- | ----- | ----- | ----- | - |
| 3 758 | 3 707 | 3 776 | 3 648 | 3 565 | - |

## Économie

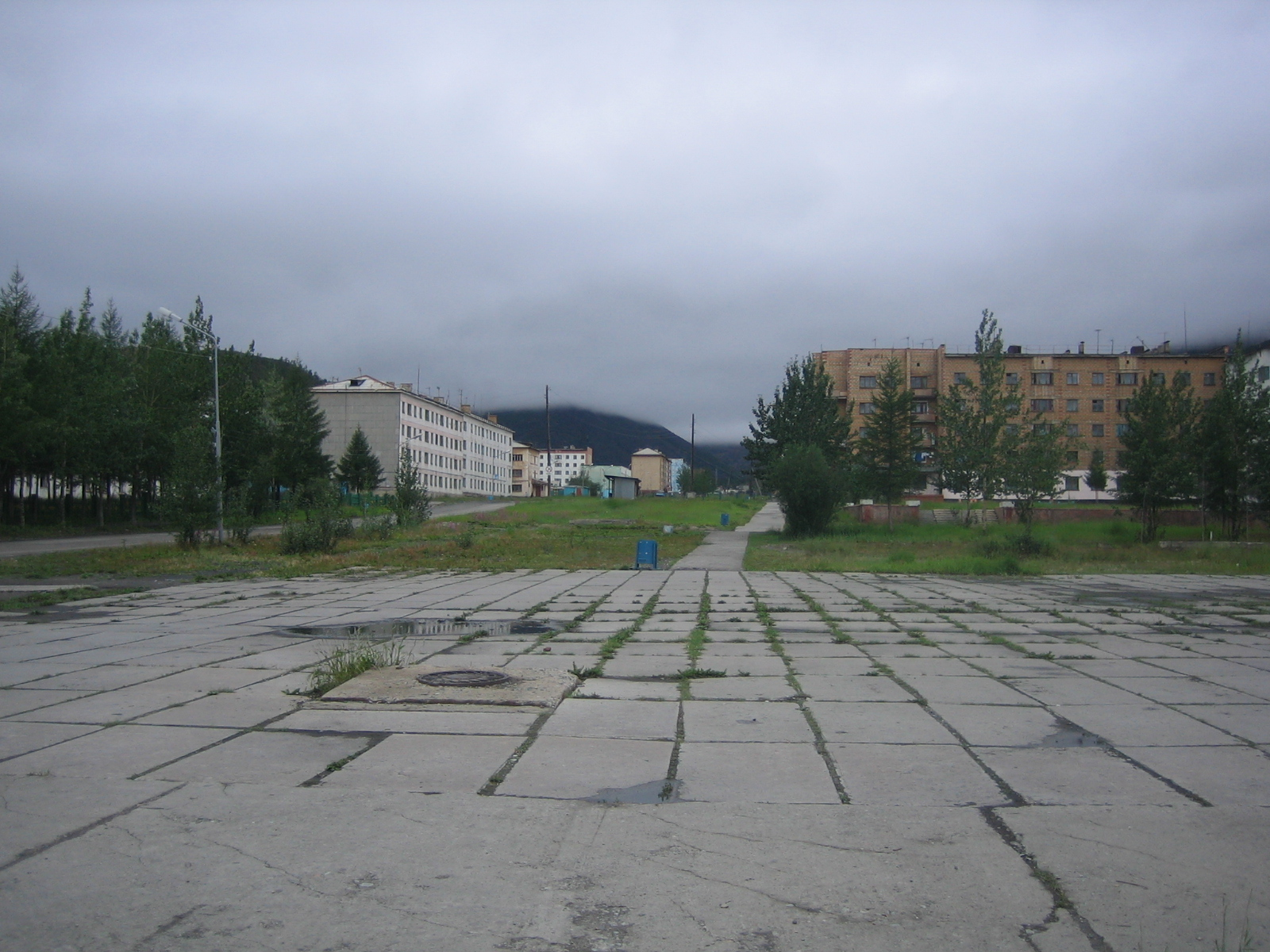
Place centrale de la ville.

L'économie d'Omsouktchan est axée sur les industries aurifères, du charbon et métallurgiques. Les entreprises aurifères Bema Gold, Polyus Gold et Pan American Silver y sont présentes.

## Transports
Omsouktchan est relié à Magadan et à la  par un chemin de terre. Elle dispose aussi d'un aéroport assurant des liaisons via avion et hélicoptère avec Magadan.